# Rio Breaza (Cibin)
O Rio Breaza é um rio da Romênia afluente do Rio Cibin, localizado no distrito de Sibiu.